# Nawigacja zliczeniowa
Nawigacja zliczeniowa – ustalanie pozycji statku lub samolotu uzyskiwane poprzez obliczenie przebytej drogi od ostatniej pozycji obserwowanej. Obliczenia dokonuje się ustalając pozycję jednostki wodnej na podstawie kursu i szybkości (według liczby obrotów śruby lub wskazań logu). W przypadku samolotu obliczenia są dokonywane za pomocą całkowania przyspieszeń lub prędkości lotu.
Na dokładność wyznaczenia pozycji zliczonej wpływają czynniki hydro-meteorologiczne, takie jak oddziaływanie wiatru (dryf) oraz prądu (znos). Dokładność pozycji zliczonej w niesprzyjających warunkach jest mała, a błąd określania pozycji tą metodą wynika głównie z tego, że czynniki typu dryf czy znos są trudne do precyzyjnego określenia i mogą ulegać częstym zmianom co do prędkości lub kierunku. Cechą charakterystyczną nawigacji zliczeniowej jest narastanie błędu w miarę upływu czas rejsu lub lotu. Ze względu na niewielką dokładność nawigacji zliczeniowej używa się jej obecnie sporadycznie tylko do celów orientacyjnych.
Nawigacja zliczeniowa była powszechnie stosowana w czasach, kiedy nie było radionawigacji czy systemu nawigacji satelitarnej GPS, a pomiar pozycji obserwowanej astronomicznej lub terrestrycznej był niemożliwy. Używano jej też podczas korzystania z nieistniejącego już systemu nawigacji satelitarnej Transit, który dawał pozycję obserwowaną w odstępach od kilkudziesięciu minut do kilku godzin. Nowsze odbiorniki tego systemu same prowadziły nawigację zliczeniową na podstawie danych z żyrokompasu i logu.